# 網紋南鰍
網紋南鰍（學名：Schistura reticulata）為輻鰭魚綱鯉形目條鰍科南鰍屬的其中一種。被IUCN列為瀕危保育類動物，分布於亞洲印度曼尼普爾邦欽德溫流域的三個山間溪流中流域，棲息在底中層水域，生活習性不明。

## 扩展阅读
維基物種上的相關：網紋南鰍